# Флеак
Флеа́к (фр. Fléac) — коммуна во Франции, находится в регионе Пуату — Шаранта. Департамент — Шаранта. Входит в состав кантона Ла-Курон. Округ коммуны — Ангулем.
Код INSEE коммуны — 16138.
Коммуна расположена приблизительно в 400 км к юго-западу от Парижа, в 105 км южнее Пуатье, в 6 км к западу от Ангулема.

## Население
Население коммуны на 2008 год составляло 3549 человек.
| 1962 | 1968 | 1975 | 1982 | 1990 | 1999 | 2008 |
| ---- | ---- | ---- | ---- | ---- | ---- | ---- |
| 1327 | 1417 | 1819 | 2588 | 2704 | 2907 | 3549 |

## Климат
Климат океанический. Ближайшая метеостанция находится в городе Коньяк.
| Показатель                        | Янв. | Фев. | Март | Апр. | Май  | Июнь | Июль | Авг. | Сен. | Окт. | Нояб. | Дек. | Год   |
| --------------------------------- | ---- | ---- | ---- | ---- | ---- | ---- | ---- | ---- | ---- | ---- | ----- | ---- | ----- |
| Средний суточный максимум, °C     | 8,7  | 10,5 | 13,1 | 15,9 | 19,5 | 23,1 | 26,1 | 25,4 | 23,1 | 18,5 | 12,4  | 9,2  | 17,7  |
| Средняя температура, °C           | 5,4  | 6,7  | 8,5  | 11,1 | 14,4 | 17,8 | 20,2 | 19,7 | 17,6 | 13,7 | 8,6   | 5,9  | 12,5  |
| Средний суточный минимум, °C      | 2,0  | 2,8  | 3,8  | 6,2  | 9,4  | 12,4 | 14,4 | 14,0 | 12,1 | 8,9  | 4,7   | 2,6  | 7,8   |
| Норма осадков, мм                 | 80,4 | 67,3 | 65,9 | 68,3 | 71,6 | 46,6 | 45,1 | 50,2 | 59,2 | 68,6 | 79,8  | 80,0 | 783,6 |
| Источник: Relevé météo des Cognac |      |      |      |      |      |      |      |      |      |      |       |      |       |

## Администрация
| Период | Период | Фамилия    | Партия       | Примечания |
| ------ | ------ | ---------- | ------------ | ---------- |
| 1971   | 2008   | Жан Дюмерг |              |            |
| 2008   |        | Ги Этьен   | Разные левые |            |

## Экономика
В 2007 году среди 2311 человек в трудоспособном возрасте (15—64 лет) 1645 были экономически активными, 666 — неактивными (показатель активности — 71,2 %, в 1999 году было 70,4 %). Из 1645 активных работали 1518 человек (786 мужчин и 732 женщины), безработных было 127 (64 мужчины и 63 женщины). Среди 666 неактивных 224 человека были учениками или студентами, 258 — пенсионерами, 184 были неактивными по другим причинам.

## Достопримечательности
- Приходская церковь Нотр-Дам (XI—XII века). Исторический памятник с 1912 года[3]
  - Бронзовый колокол (1684 год). Исторический памятник с 1944 года[4]
- Церковь Сен-Пьер
  - Статуя Св. Варвары (XVII век). Высота скульптуры — 150 см. У скульптуры отсутствуют руки и голова. Ранее скульптура находилась в разрушенной часовне Св. Варвары. Исторический памятник с 1995 года[5]
- Замок Флеак (XIX век)
- Усадьба Шалон[фр.] (XVI век)

## Города-побратимы
- Марктбрайт (Германия, с 1986)
- Инчтер[англ.] (Шотландия, с 1993)

## Фотогалерея
- Церковь Нотр-Дам
- Замок Флеак
- Усадьба Шалон
- Мэрия